# Tavel (wijn)

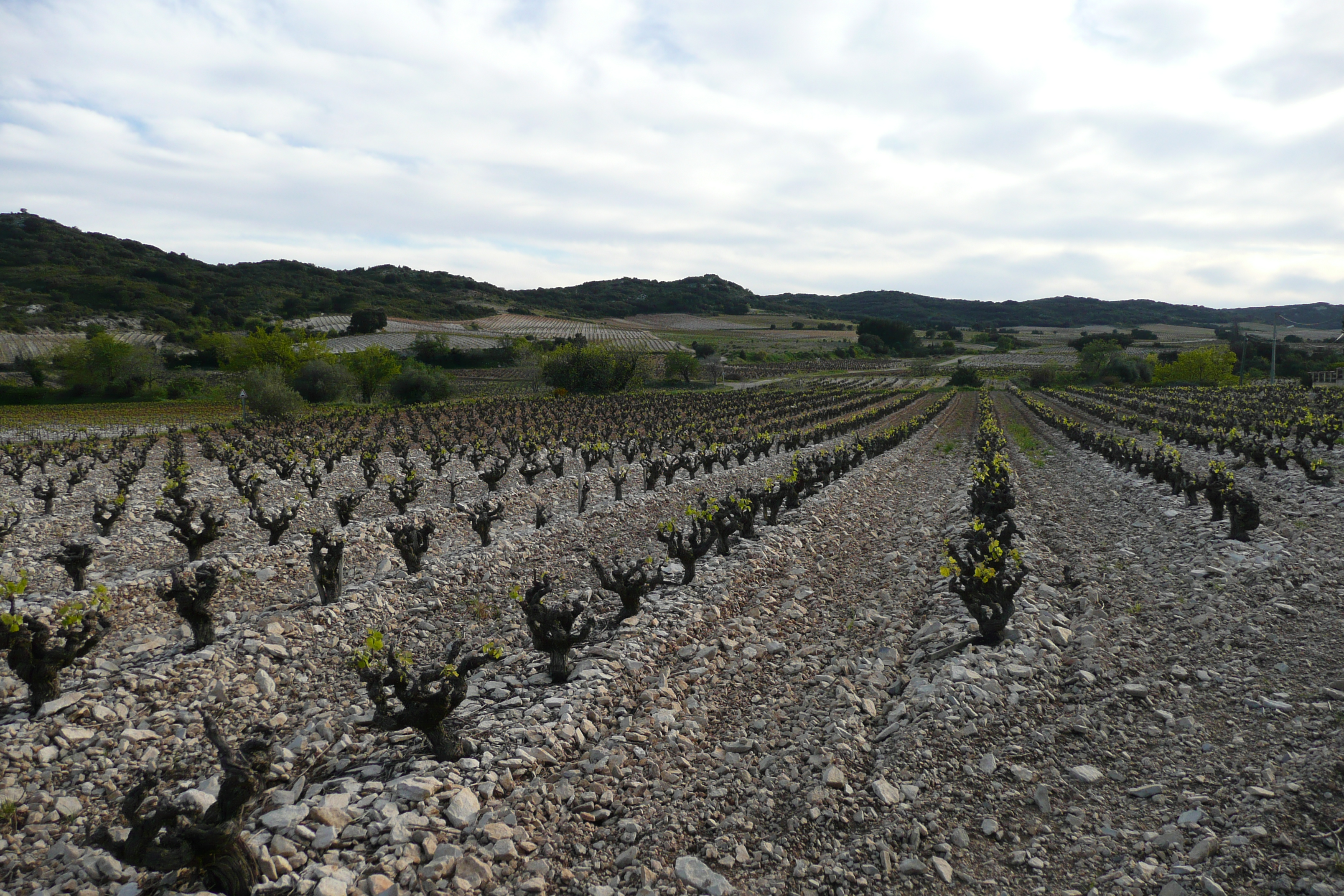

Tavel is een Franse roséwijn die genoemd is naar de stad Tavel in de  Rhônevallei. Het wijngebied ligt tegenover het beroemde Châteauneuf-du-Pape even ten noorden van Avignon.
Al sinds de invoering van het Franse classificatiesysteem in 1936 heeft deze wijn een AOC status. Grenache en Cinsault zijn de meest gebruikte druivenrassen. Syrah, Mourvèdre en nog enkele rassen in mindere mate.
De meeste druiven zijn blauw. Door de schillen, stelen en pitten enkele uren met de gisting mee te laten doen, krijgt de wijn zijn rosé-kleur. Na de gisting wordt de wijn nog een aantal maanden op fust opgevoed. Tavel is een krachtige rosé met enige tannine en hoog alcoholgehalte van minimaal 13,5%.
De bodem waarop de druivenstokken voor deze wijn zijn geplant bestaat uit kalk- en leisteen, zandgrond en ten oosten van de stad voornamelijk grote kiezelkeien, zoals die ook aan de overkant bij Châteauneuf-du-Pape liggen.